# چو جینلینگ
چو جینلینگ (انگلیسی: Chu Jinling؛ زادهٔ ۲۹ ژوئیهٔ ۱۹۸۴) بازیکن والیبال زن اهل چین است. وی در بازی‌های المپیک تابستانی ۲۰۱۲ شرکت کرده‌است.